# 今津郵便局 (滋賀県)
今津郵便局（いまづゆうびんきょく）とは、滋賀県高島市にある郵便局。民営化前の分類では集配特定郵便局であった。

## 概要
住所：〒520-1699 滋賀県高島市今津町住吉1-5-15

## 沿革
- 1872年3月9日（明治5年2月1日） - 今津郵便取扱所として開設[1]。
- 1875年（明治8年）1月1日 - 今津郵便局（五等）となる。
- 1882年（明治15年）7月16日 - 為替・貯金取扱を開始。
- 1894年（明治27年）2月16日 - 今津郵便電信局となる。
- 1903年（明治36年）4月1日 - 通信官署官制の施行に伴い今津郵便局となる。
- 1934年（昭和9年） - ウィリアム・メレル・ヴォーリズ設計の局舎が完成。詳細は旧今津郵便局を参照。
- 1959年（昭和34年）11月30日 - 電話交換事務および電報配達事務の取扱を今津電報電話局に移管[2]。
- 1978年（昭和53年）4月17日 - 高島郡今津町今津から同町今津住吉二丁目に移転。
- 1992年（平成4年）3月23日 - 保坂郵便局から集配業務を移管。
- 2007年（平成19年）10月1日 - 民営化に伴い、併設された郵便事業堅田支店今津集配センターに一部業務を移管。
- 2012年（平成24年）10月1日 - 日本郵便株式会社発足に伴い、郵便事業堅田支店今津集配センターを今津郵便局に統合。

## 取扱内容
- 郵便、印紙、ゆうパック、内容証明
- 貯金、為替、振替、振込、国際送金、国債
- 生命保険、バイク自賠責保険
- ATM
- 高島市内の一部地域の集配業務

## 周辺
- 今津ヴォーリズ資料館
- 高島市民会館
- 陸上自衛隊今津駐屯地
- 大津家庭裁判所高島出張所
- 国道161号

## アクセス
- JR湖西線 近江今津駅（東口）から徒歩約6分
- あいあいタウン線（予約制乗り合いタクシー） 住吉一丁目停留所下車
- 駐車場あり：6台